# Joaquim Gomes
Joaquim Gomes é um município brasileiro do estado de Alagoas localizado na região da Zona da Mata. Sua população, conforme estimativas do IBGE de 2018, era de 23 903 habitantes.

## História
O município de Joaquim Gomes tem suas origens históricas no engenho São Salvador, de propriedade de José Correia de Araújo Barros. Em 1900, Araújo Barros morreu e, por razões de problemas financeiros que envolveram os seus negócios, a sua propriedade ficou alienada a seu genro, Joaquim Gomes da Silva Rego, que tinha a patente de major da Guarda Nacional, e que resolveu tomar a frente dos negócios da família, e adquiriu do banco credor a propriedade então alienada. Uma de suas primeiras providências foi dedicada à Nossa Senhora da Conceição. 
Graças ao espírito empreendedor de Joaquim Gomes, o local alcançou notável prosperidade. Antes do início da colonização daquelas terras, os índios Wassu ocupavam a região. Ainda hoje existem descendentes desses indígenas habitando no povoado Cocal; dedicam-se ao cultivo de lavouras de subsistência. 
A pequena vila que se formou viveu uma fase de grande desenvolvimento, e tal fato ensejou o surgimento de movimentos para conseguir sua emancipação política.

### Lei de criação
A lei nº 2468 de 25 de agosto de 1962 concedeu autonomia administrativa ao povoado, que recebeu o nome de seu fundador, Joaquim Gomes.

## Toponímia
O nome do município é uma homenagem prestada a Joaquim Gomes da Silva Rego, que deu grande impulso ao povoado durante a sua formação histórica. Anteriormente era uma pequena aldeia arupé, chamada pelos índios de Urucum, que é o fruto do urucuzeiro, uma substância que se extrai da polpa desse arbusto e é empregada na fabricação do colorau.

## Política

### Executivo
A prefeitura antigamente era em prédios alugados, até ser construído prédio próprio por Mário Gomes de Barros. Mas a inauguração só se deu com a posse do prefeito Amaro Celestino Lins, no ano de 1972.

### Legislativo
O poder legislativo é formado por onze vereadores eleitos pelo povo através do voto direto. A Câmara Municipal foi implantada no dia 30 de outubro de 1963, com a presença do prefeito Osmário Gomes da Silva Rego.

## Economia
Até o ano de 1985 a produção industrial de Joaquim Gomes era representada pela indústria de transformação açucareira, a Usina Alegria mas, com a falência deste setor, este tipo de atividade entrou em decadência. Depois de décadas, houve a reativação da Usina Agrisa, vindo a gerar centenas de empregos e receitas ao município, mas não durou muito tempo e parou de funcionar, deixando a cidade novamente sem sua receita.

## Cultura
A comunidade costuma organizar em épocas próprias a cavalhada, guerreiro, pastoril, bandas de pífanos e quadrilhas juninas.
De uma miscigenação homogênea, Joaquim Gomes conta com uma tribo indígena denominada wassu na Aldeia Cocal, que mantém os costumes dos primeiros antepassados.